# Gomesa longicornu
Gomesa longicornu är en orkidéart som först beskrevs av Pierre Auguste Victor Mutel, och fick sitt nu gällande namn av Mark W. Chase och Norris Hagan Williams. Gomesa longicornu ingår i släktet Gomesa och familjen orkidéer. Inga underarter finns listade i Catalogue of Life.

## Bildgalleri

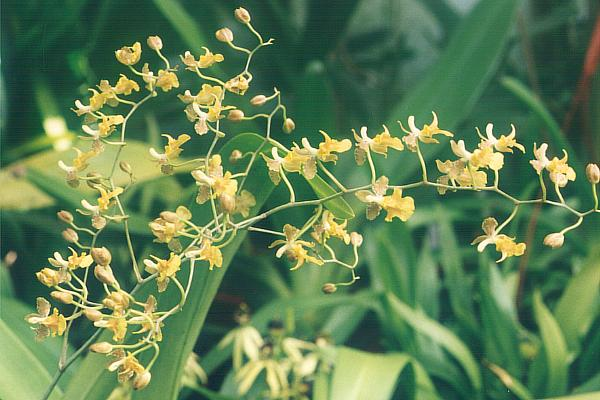
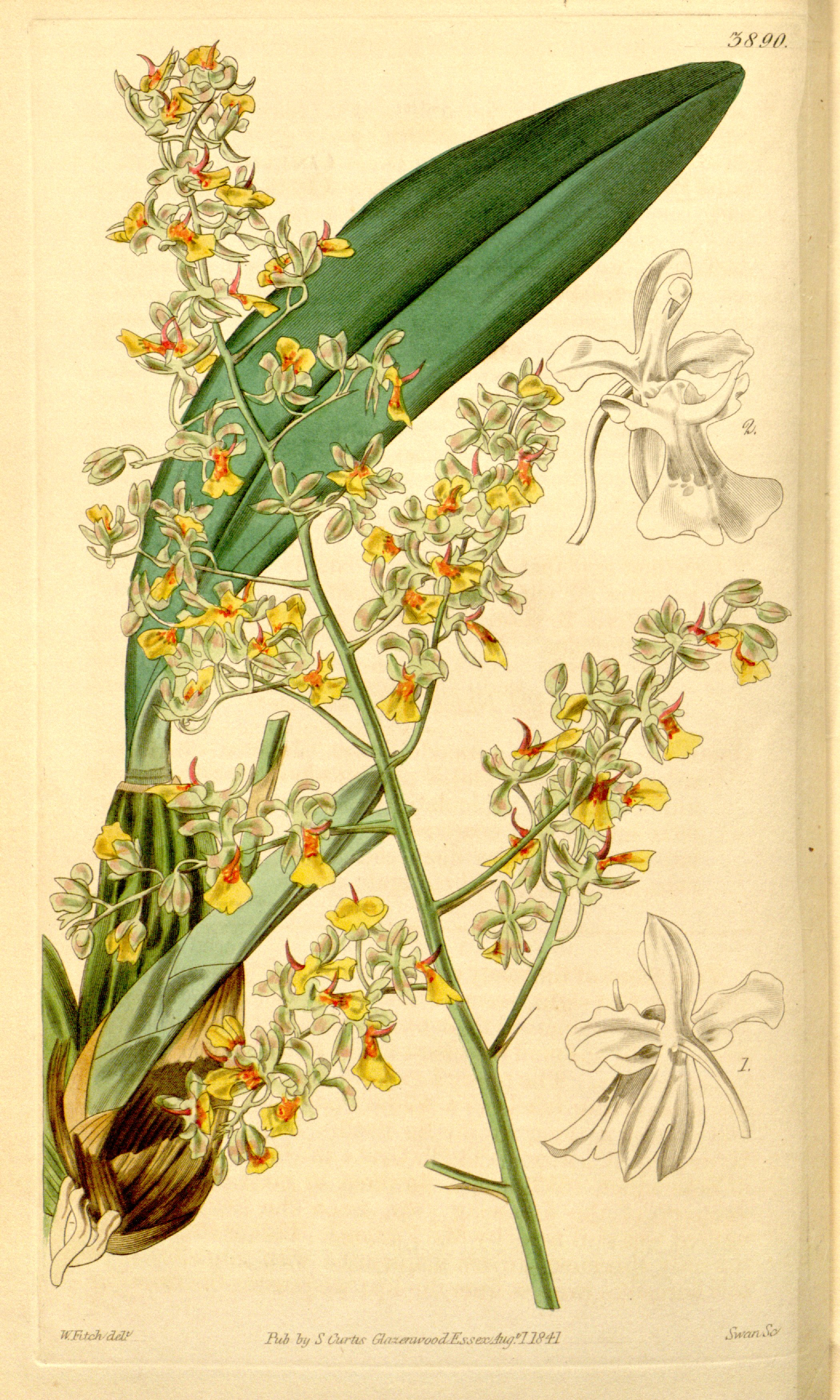
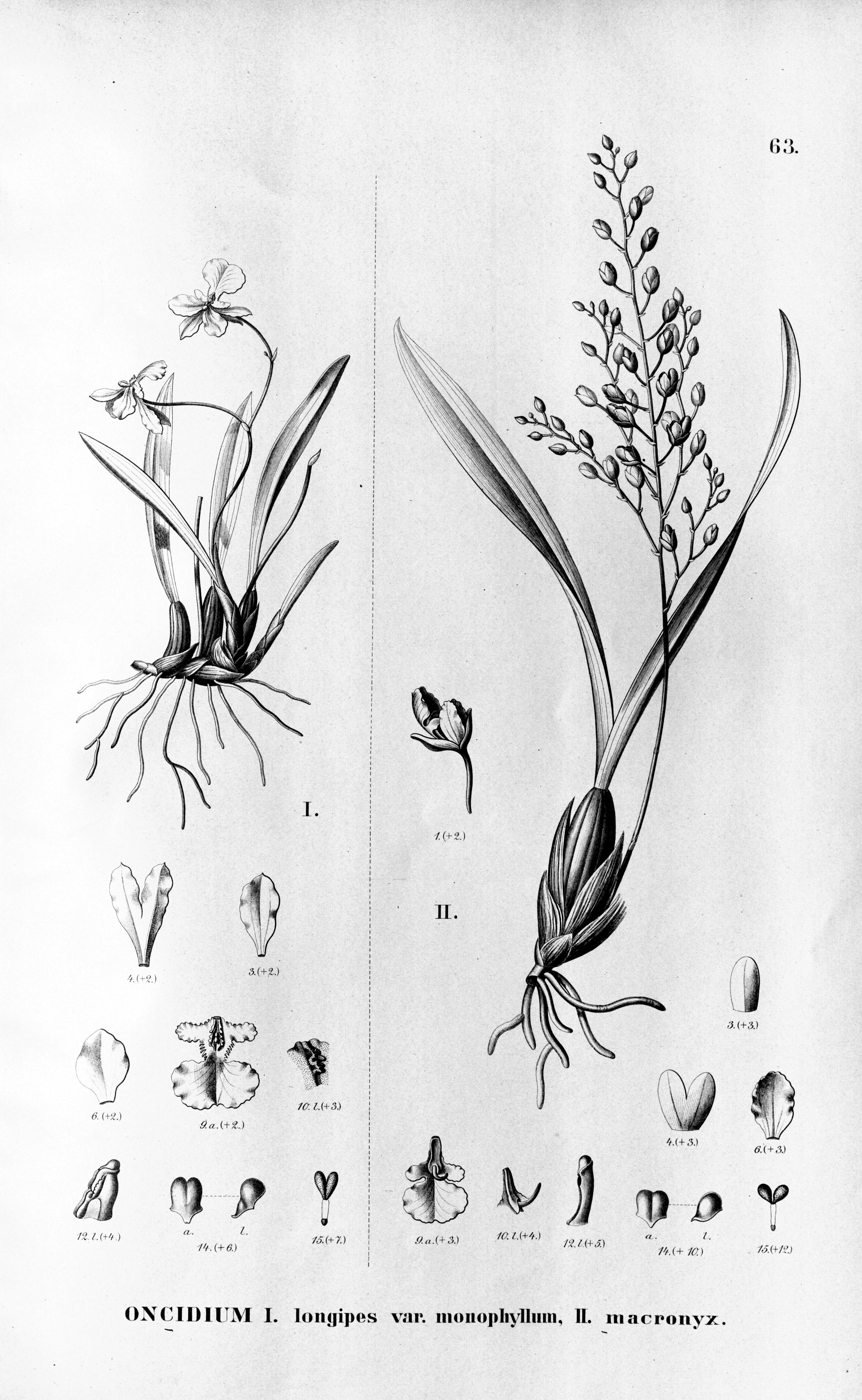
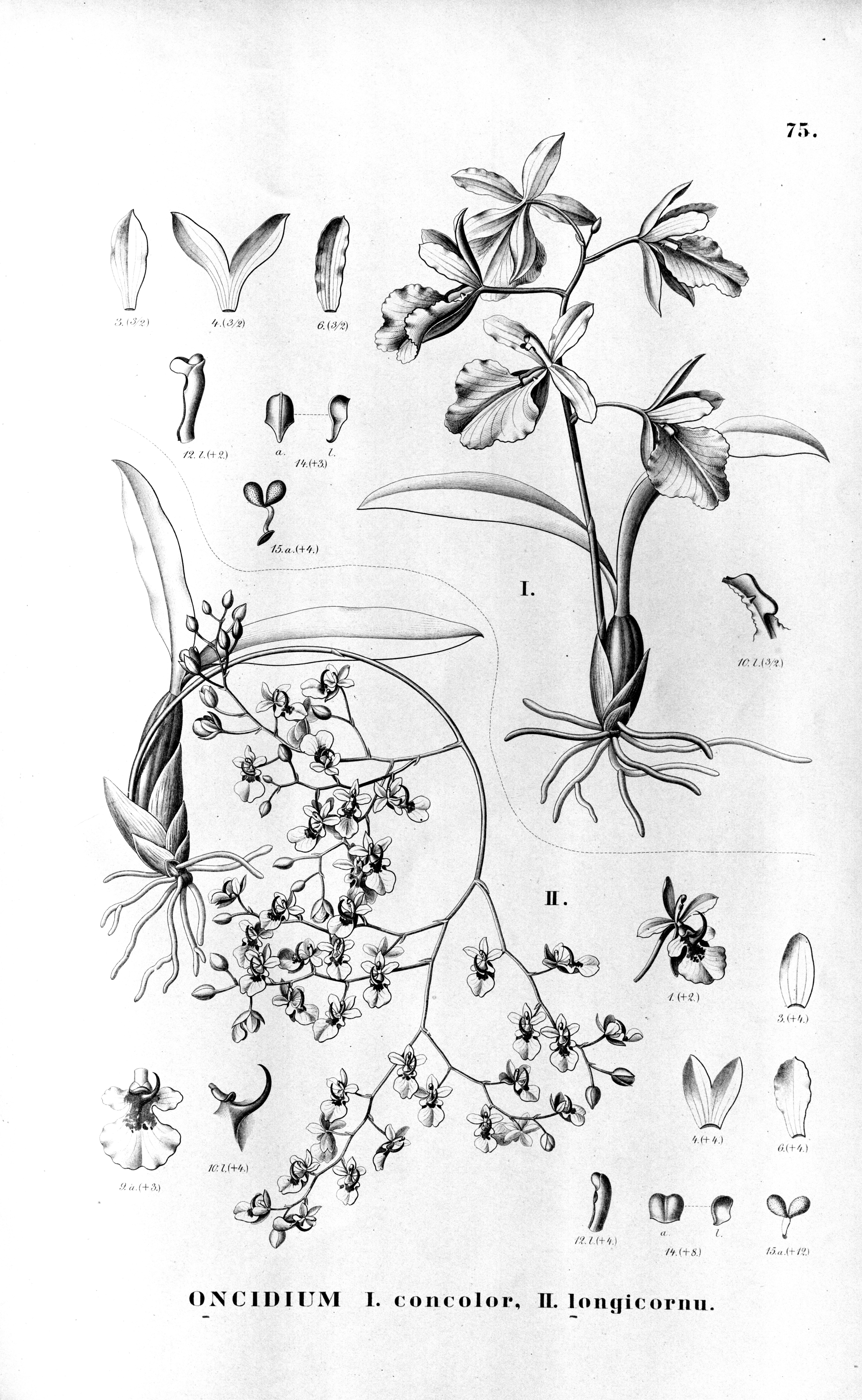
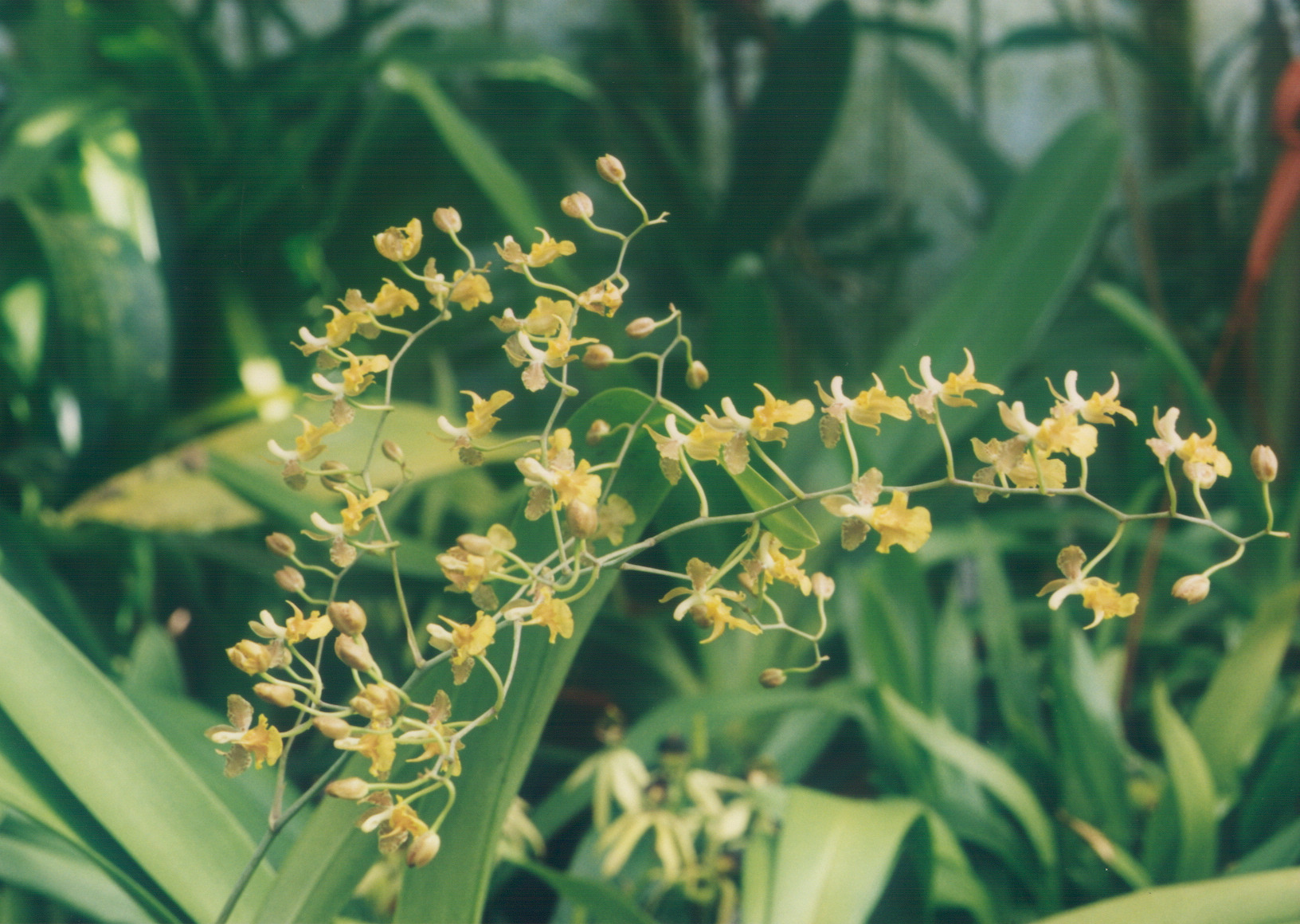
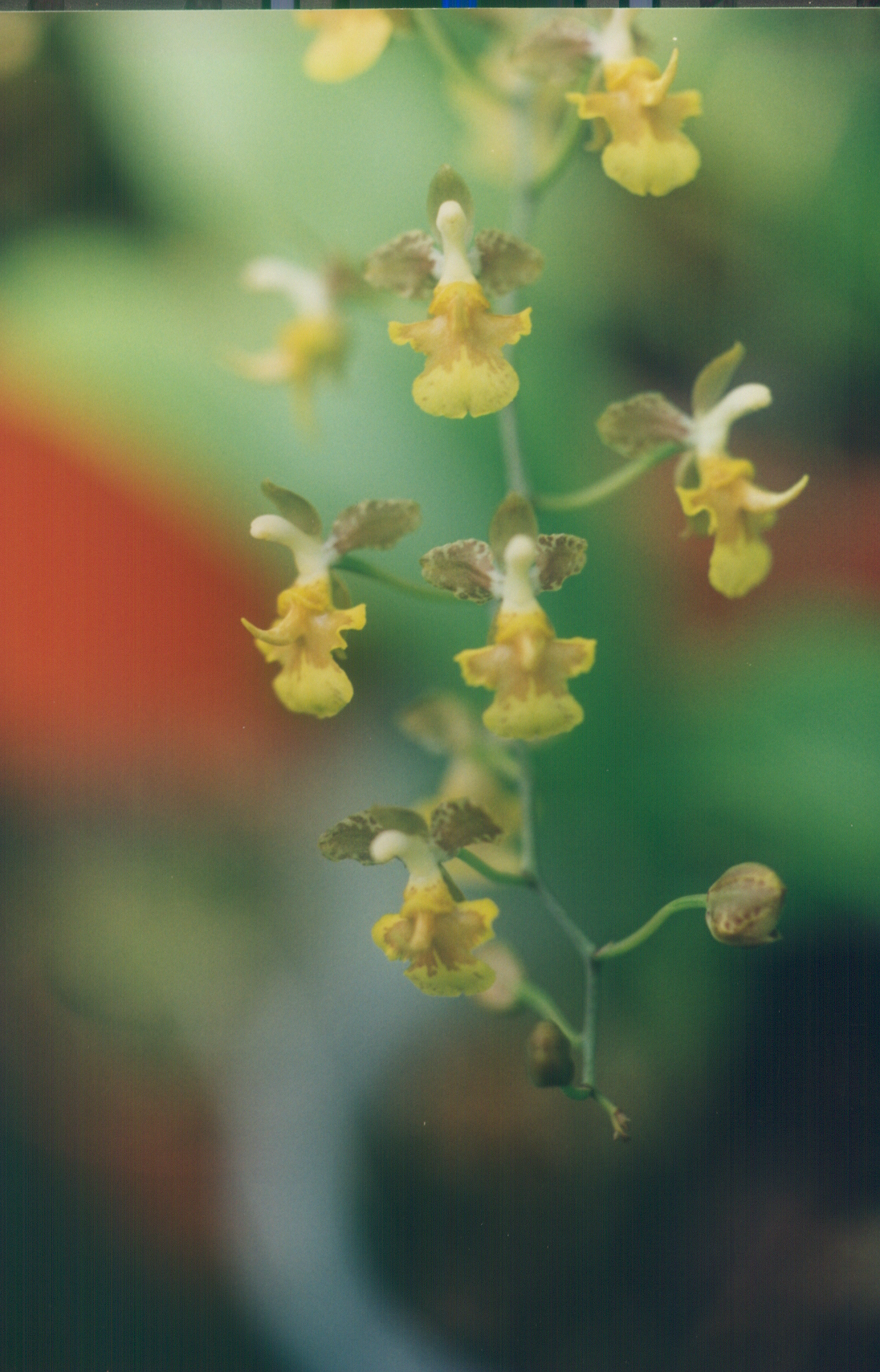